# Gänsewerder
Die unbewohnte deutsche Insel Gänsewerder liegt im Schaproder Bodden in der Ostsee, 400 Meter östlich der Halbinsel Gellen auf Hiddensee. Sie gehört zur Gemeinde Insel Hiddensee und ist Teil des Nationalparks Vorpommersche Boddenlandschaft. Gemeinsam mit dem Gellen war sie schon zu DDR-Zeiten ein Naturschutzgebiet. Die Insel darf nicht betreten werden.
Die Oberfläche des Gänsewerders ist flach, sandig, feucht und nur von Schilf und Kleinpflanzen bewachsen. Ein kleiner Teich befindet sich im Nordosten. Die Insel hat eine von Südwest nach Nordost geneigte, ovale Form, misst etwa 328 mal 155 Meter, bei einer Fläche von vier Hektar.
Zum Zeitpunkt der Einrichtung des Nationalparks war der Gänsewerder (wie der Gellen) ein Küstenvogelbrutgebiet, das jedoch erloschen ist. Die von einigen Vogelarten bewohnte Hiddenseer Fährinsel wird vom Nationalpark verwaltungstechnisch mit dem Gellen und dem Gänsewerder zusammengefasst.